# Bring It!
Bring It! 【Edición Limitada/Edición Regular】 es el Álbum n.º 11 y más Reciente del Grupo J-Pop Puffy AmiYumi KSCL – 1387 – KSCL 2 – 1389, Sale el 2009.17.06. por la Discografía Wasabi Records, CD disponible en Francia. Este Álbum es uno de los más Importantes en Japón, debido a que logró en su Primer día como el n.º 8, y Debutó como No.17, esto considerando la Economía Japonesa, y la Baja de índices de audiencia de sus Anteriores Albums.

## Canciones
1. I Don't Wanna - Avril Lavigne/Butch Walker (Marvelous 3)
2. マイストーリー (My Story) - PUFFY/Merrymackers
3. Bye Bye - Shimura Masashiko (Fuji Fabric)
4. My Hero! - Roger Joseph Manning Jr. (Jellyfish)
5. 主演の女(Shuen no Onna) - Shiina Ringo
6. DOKI DOKI - Shimura Masashiko (Fuji Fabric)
7. Twilight Shooting Star! - Yamanaka Sawao (The Pillows)
8. 晴れ女 (Hare Onna) - Saito Kazuyoshi
9. All Because Of You - Avril Lavigne/Butch Walker (Marvelous 3)
10. あなたとわたし (Anata to Watashi) - Yuta Saito
11. 日和姫 (Hiyori Hime) - Shiina Ringo
12. Bring it on! - Ami Onuki/Hosomi Takeshi

Bring It Back!:
1. ウエディング・ベル (Weeding Bell) - Furuta Yoshiaki

## Disco 2
DVD of the Tour Hi Hi Puffy AmiYumi Rock Show *** Go West! Live @ San Francisco
1. 憂 (UREI)
2. TOKYO NIGHTS [東京ナイツ]
3. LOVE SO PURE
4. KORE GA WATASHI NO IKIRU MICHi [これが私の生きる道]
5. BOOGIE WOOGIE #5 [ブギウギNo.5]
6. AKAI BURANKO [赤いブランコ]
7. FRIENDS FOREVER
8. JET KEISATSU [ジェット警察]
9. UMI ETO [海へと]
10. YOUR LOVE IS A DRUG
11. HAJIMARI NO UTA [はじまりのうた]
12. NICE BUDDY [ナイスバディ]
13. JOINING A FAN CLUB
14. SUNRISE
15. HI HI
16. TEEN TITANS THEME
17. PUFFY'S RULE (PUFFY [Pafi] no Rule [Ruuru]) [パフィーのルール]

Encores:
1. BASKET CASE
2. ASIA NO JUNSHIN [アジアの純真]

## Sencillos
1. All Because Of You/Frontier no Pionner (フロンティアのパイオニア)/Closet Full of Love ~RYUKYUDISKO REMIX~
2. マイストーリー (My Story)/Twilight Shooting Star!/All Because Of You ~DISKO TWINS REMIX~
3. 日和姫 (Hiyori Hime)/DOKI DOKI/マイストーリー (My Story) -Variation By Agraph-

## Otros sencillos
1. Darekaga (誰かが)/Weeding Bell ＜80kidz Remix＞ (ウエディング・ベル)

## Enlaces
- PUFFY Bring It Blog!
- Bring It! Special
- (PV) PUFFY - All Because Of You on Youtube!
- (PV) PUFFY - My Story (マイストーリー) on Youtube!
- (PV) PUFFY - Hiyori Hime「日和姫」on Youtube!
- Bring It! Compra en CDJapan (Versión Limitada)
- Bring It! Compra en CDJapan (Versión Regular)

- Datos: Q2701551